# ジュゼッピーナ・ストレッポーニ

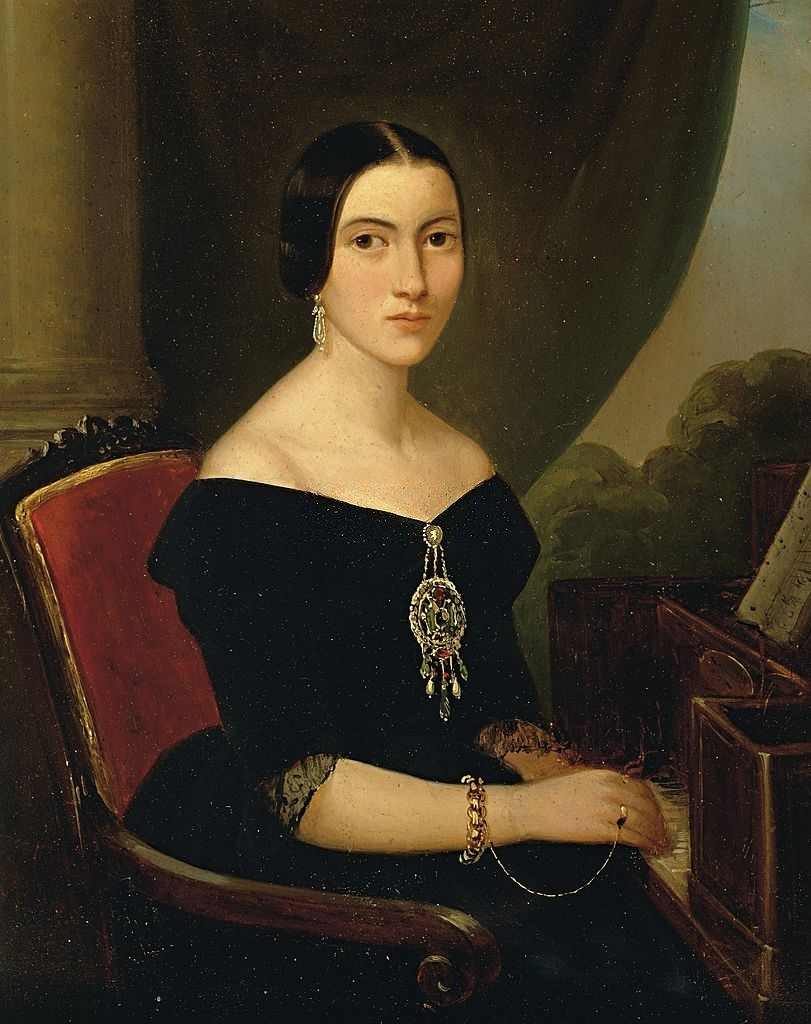
ジュゼッピーナ・ストレッポーニ（1840年代中頃）

ジュゼッピーナ・ストレッポーニ（Giuseppina Clelia Maria Josepha Strepponi Verdi, 1815年9月8日 - 1897年11月14日）は、19世紀前半に活躍したイタリアのソプラノ歌手である。早くに引退したこともあり、今日ではむしろジュゼッペ・ヴェルディの妻（後妻）として有名である。

## ソプラノ歌手時代
ジュゼッピーナ・ストレッポーニはローディ（当時オーストリア帝国領、現イタリア・ローディ県の県都）に生まれた。父親のフェリチアーノ（1797年-1832年）はモンツァ大聖堂のオルガン奏者であり、またいくつかのオペラも作曲した人物であった。ジュゼッピーナはミラノ音楽院でピアノと声楽を学び、うち声楽で優等の成績を収めた。

### 活躍
1834年にオペラ歌手としてデビューを飾り、1835年、トリエステで上演されたロッシーニ『マティルデ・ディ・シャブラン』で最初の成功を得た。同年中にはウィーンでも歌い、ベッリーニ『ノルマ』アダルジーザ役、同『夢遊病の女』アミーナ役（主役）で大成功、特に『夢遊病の女』は彼女の十八番となった。
ストレッポーニの歌唱スタイルは、当時の評論によれば「澄んだ、透明な、よく通る、スムーズな声」、「上品な身のこなし、美しい容姿」などと形容されている。1830年代の後半から40年代前半にかけては多くの崇拝者を得、たとえばドニゼッティはジュゼッピーナのために『アデリア (Adelia, o La figlia dell'arciere )』を作曲（初演1841年、於ローマ）したりしている。1839年からはミラノ・スカラ座のプリマとしても活躍した。

### 恋多きプリマ・ドンナ
一方で彼女はいわゆる「恋多き女」であったらしい。多くのオペラで共演したナポレオーネ・モリアーニ（テノール）およびジョルジョ・ロンコーニ（バリトン）との男女関係は「知る人ぞ知る」的なものだったようだし、スカラ座の支配人バルトロメオ・メレッリとの間にも何らかの関係があったと考えられている。彼女は少なくとも3人の私生児を産んだし、その他の妊娠・流産（中絶？）も多かったらしい。この激しい私生活の結果、1840年代初めのストレッポーニはプリマ・ドンナとしては早くも声量・声質の衰えをみせていた。その頃出会ったのが、パルマ近郊ブッセート出身の気難しい新進作曲家、2歳年長のジュゼッペ・ヴェルディであった。

### ヴェルディとの出会い
ストレッポーニがヴェルディと初めて出会ったのは彼が処女作『オベルト (Oberto, conte di San Bonifacio )』を作曲、初演準備している頃（1839年、もっとも同作初演にストレッポーニは参加していない）ではないかと考えられているが、この時点ではヴェルディの妻マルゲリータや息子イチリオ・ロマーノも存命中であり、またヴェルディ自身が社交の苦手な垢抜けしない男性だったこともあり、2人の間に何がしかの関係を窺わせるような証拠は存在しない。その後ヴェルディは息子と妻を相次いで病気で亡くし、オペラ『一日だけの王様 (Un giorno di regno, ossia il finto Stanislao )』が失敗したこともあって（1840年）、作曲家としてのキャリアを一旦断念しかかるに至る。
そのヴェルディが1842年に作曲・初演し、大成功させた出世作『ナブコドノゾール』で、ソプラノの難役アビガイッレ役を歌ったのがストレッポーニであった。数公演が終了した後、興行的大成功を喜んだ支配人メレッリがヴェルディに白紙の小切手を渡し、当惑したヴェルディがストレッポーニに相談、彼女はベッリーニが『ノルマ』の成功で8,000オーストリア・リラを得た（1831年）という例を挙げて同額をヴェルディに提案、彼はメレッリからその金額を得た、との逸話があるが、もしこれが本当なら1842年頃には少なくともその程度の相談事を行える仲だった、と言えるだろう。

### 引退
もっとも、ストレッポーニにとってこのアビガイッレ役は喉を酷使する難役であり、それが彼女のキャリアを更に短くした、との見方もある。翌1843年のヴェルディの次作『十字軍のロンバルディア人 (I Lombardi alla prima crociata )』初演にもストレッポーニは参加していないし、1845年にパレルモの公演で大失敗した後、彼女は1846年2月の舞台出演を最後に歌手活動から引退した。

## ヴェルディとの同棲

### 同棲の開始
1846年10月にはストレッポーニはパリへ移住、声楽教師としての活動を始める。その翌年の夏頃にはヴェルディが彼女の住居を訪れ、そのまま同棲生活に入ってしまった。ジュゼッピーナは同地でヴェルディが『十字軍のロンバルディア人』をフランス趣味の『イェルサレム』に改作するのを手伝い、また彼に社交界の礼儀作法を教え、フランス語の苦手な彼の通訳も務め、そしてオペラと切っても切れない関係のパリ社交界の面々に引き合わせるなど、ヴェルディがオペラ界で成功するためのさまざまの側面支援を行った。

### 周囲の眼
ヴェルディはストレッポーニを伴い、1849年に郷里ブッセートに帰る。予想されていたことではあったが、郷里の人間はジュゼッピーナに対してあからさまに冷たい態度をとった。前妻マルゲリータはこの街ブッセートの出身であり、その父（ヴェルディの義父）であり、若く貧しいヴェルディ夫妻に経済的援助を惜しまなかったアントニオ・バレッツィもこの頃は街の名士として健在であった。田舎町の保守的な道徳観をもつ人々が、この「ミラノなどの大都市で歌い、3人の婚外児まで産み、ヴェルディとパリで同棲していた元プリマ・ドンナ」を暖かく迎え入れるはずもなかった。彼女に話しかける人が稀だったばかりか、信心深いジュゼッピーナが日曜の教会礼拝に赴くと人々が席を立って帰ることもあったという。教会の司祭も、こうした態度を奨励しないまでも黙認していたようだ。
不可解なのは、そのような事態に直面してもなお、ヴェルディがジュゼッピーナとの正式な婚姻に踏み切ろうとしなかったことだった。ヴェルディ自身の書簡に、ジュゼッピーナに対する人々の態度を非難するものも数多いので、彼が周囲の事態を知らなかったということではない。自分と同棲する以前の華やかな男性交際に対するヴェルディ自身の困惑、彼の経済的成功に伴い婚姻が財産問題という微妙な問題に関連してきたこと、そして何より、ヴェルディ自身がどちらかというと反教会的人間であり、教会で婚礼を挙げること自体に対して消極的だったことが理由として考えられている。
ヴェルディとジュゼッピーナの2人は、結局ブッセートでの冷たい眼に耐えかね、近郊のサンターガタに農園を購入（1851年）、そこに引きこもったような生活を営むことになる。自らを農民出身と自負してきたヴェルディはともかく、華々しい都会生活を常としてきたジュゼッピーナにとっては、退屈な日々だったに違いない。
なお、この頃のジュゼッピーナに対する人々の仕打ちに、かつて放恣な生活を送ったがためにその至誠の愛が理解されない『ラ・トラヴィアータ（椿姫）』（初演1853年）の女主人公ヴィオレッタ・ヴァレリーの運命を重ね合わせる分析もしばしば行われる。

## ヴェルディの正式な妻として

### 結婚式
1859年8月29日、ヴェルディはようやくジュゼッピーナと正式に結婚することになり、約13年間の同棲状態に終止符を打った。その結婚式も大々的なものではなく、サルデーニャ王国領（現フランス領オート＝サヴォワ県）の小村、コロンジュ・スー・サレーヴ(Collonges-sous-Salève)の教会にジュネーヴから司祭を一人招いて（現地の司祭すら同席を許さずに）行ったものだった。なぜこの時期に、しかもわざわざフランス国境近くの小村で挙式したのかも謎であるが、これがヴェルディがサルデーニャ王国宰相カミッロ・カヴールの要請に応じて国会議員に就任する直前であること、この地域はカヴールのお膝元であり秘密保持には好都合だったことなどから、カヴール自身がヴェルディの同棲状態を快く思わず、結婚のお膳立てをした可能性も指摘されている。

### 内助の功
ジュゼッピーナは単に大作曲家の奥方然として暮らすのでなく、ヴェルディの仕事上の重要なパートナーでもあった。ヴェルディはその作曲が進捗するたびピアノで妻ジュゼッピーナに弾いてみせたというし、彼女の元プリマ・ドンナとしての意見も何らかの形で反映している可能性がある。
また、フランス語が少々話せる程度で語学の才には恵まれていなかった夫ヴェルディとは対照的に、ジュゼッピーナは語学に秀でており、流暢なフランス語を操り、スペイン語もかなりの程度理解できたといわれる。スペインの作家グティエレスの原作になる『イル・トロヴァトーレ』と『シモン・ボッカネグラ』、同じくスペインの作家サーヴェドラの原作になる『運命の力』に関しては、ジュゼッピーナが夫のためにスペイン語原典から梗概を作成して、夫の創作を助けた可能性が指摘されている。
またジュゼッピーナは、ヴェルディがその尊崇する大作家アレッサンドロ・マンゾーニと面会するよう段取りを付ける役も買って出ている（1868年）。この面会の体験が後にヴェルディの『レクイエム』として結実することになる。
彼女は、ヴェルディに仕える有能な個人秘書でもあった。作品上演や楽譜出版契約などの事務連絡、来信する手紙の整理、ヴェルディよりの返信の複写作成など多くの作業はジュゼッピーナ抜きでは不可能だった（彼女が整理した膨大な書簡類は今日公刊されており、第一級の研究資料とされる）。

## 奇妙な三角関係
こうしたヴェルディとジュゼッピーナとの夫婦関係は、1870年代、新たな女性の登場により緊張したものとなる。ソプラノ歌手テレーザ・シュトルツの存在がそれである。

### テレーザ・シュトルツ
名前からも察せられるように、テレーザ・シュトルツ（1834年-1902年）はイタリア人ではなく、ボヘミア出身のドラマティコ・ソプラノであった。彼女は1863年からイタリアでの活動を開始、『ドン・カルロ』イタリア初演（1867年、於ボローニャ）などで注目されており、またイタリア随一のオペラ指揮者アンジェロ・マリアーニの許婚者でもあった。
そのシュトルツとヴェルディは、1869年2月の『運命の力』改訂版初演（於ミラノ）の準備中急速に親しくなる。激怒したマリアーニは婚約を破棄、以後ヴェルディ作品と決別しイタリアにおけるリヒャルト・ワーグナー作品紹介の主導者となった。ジュゼッピーナも、ヴェルディがあまりにこのソプラノに入れ揚げていることに初めは困惑し、やがて婉曲に不快感を表すようになる（夫に宛てた手紙が現存する）。
55歳を過ぎようかというヴェルディと、35歳のシュトルツとの関係がどのようなものだったのかは明確ではない。プラトニック的なものであったとするもの、はっきりと肉体関係の存在を指摘するもの（それを裏付ける元使用人の証言もある）など様々である。20世紀に入ってヴェルディが「オペラ界の聖人」扱いされるようになると、この関係に触れること自体一種のタブーとなった観がある。
いずれにせよ女性としての魅力という点では、50歳を過ぎたジュゼッピーナはそれより20年も若いシュトルツと競争にはならなかった。そこでジュゼッピーナは、大作曲家の妻としての矜持を守る道を選ぶ。彼女は夫とシュトルツとの関係が醜聞として報じられることを防ぐため、シュトルツをむしろ自らの親友として家庭に招き入れたのである。シュトルツが必ずしも独占欲の強い女性ではなかったことも幸いし、この初老夫婦とソプラノ歌手との奇妙な三角関係は『アイーダ』イタリア初演（1872年）、『レクイエム』初演（1874年）のみならず、シュトルツが舞台を引退する1877年以降もずっと継続することになった。

### ジュゼッピーナの衰え・そして死
ヴェルディがその最後のオペラ『ファルスタッフ』を完成させた1893年頃から、ジュゼッピーナは明らかな老衰の兆候を見せ始める。ヴェルディとの間には子供に恵まれず、遠縁の娘マリア・ヴェルディ・カラーラが養女となって世話をしていた。最後の年となる1897年にはほとんど歩くこともままならず、サンターガタの邸宅でただ最期の時を待つばかりとなった。11月14日、死去。82歳。
夫ジュゼッペ・ヴェルディはもう4年存命し、1901年ミラノで長逝した。2人の遺骸は、ミラノに夫妻が建てた音楽家のための養老院「憩いの家」の床に並んで葬られている。ヴェルディを追うように1902年亡くなったテレーザ・シュトルツも、その2人からわずか数メートル離れた床に眠っている。